# エスタディオ・マテオ・フローレス
エスタディオ・ナシオナル・ドロテオ・グアムチ・フローレス(スペイン語: Estadio Nacional Doroteo Guamuch Flores)は、グアテマラの首都グアテマラシティにある国内最大の多目的スタジアムであり、グアテマラの国立競技場である。

## 概要
1950年にグアテマラで開催された中央アメリカ・カリブ海競技大会に向けて建設された。以前は「エスタディオ・オリンピコ (Estadio Olímpico)」や「エスタディオ・デ・ラ・レボルシオン (Estadio de la Revolución)」と呼ばれていた。収容人数は26,000人。現在のスタジアム名は、1952年にボストンマラソンで中米人として初の優勝を成し遂げたグアテマラの英雄マテオ・フローレス(ドロテオ・フローレスと呼ばれることもある)に由来している。1996年には、83人が押しつぶされて窒息死する事故が起きている。
主にサッカーの試合に用いられ、リーガ・ナシオナル・グアテマラに所属するCSDムニシパルがホームスタジアムとして使用している他、サッカーグアテマラ代表がホームスタジアムとして利用している。
1998 FIFAワールドカップ・北中米カリブ海予選において、1996年10月16日にサッカーグアテマラ代表対コスタリカ代表の試合がこのスタジアムで開催された。試合を見ようと偽造した入場券で入場したファンが多数いたため、スタジアムの収容量を超え、入場した観客が押しだされる形で人垣の雪崩がおき、前方に座っていた83人が窒息死、140人が負傷する大事故が発生した。当時のグアテマラ大統領アルバロ・アルスは即座に試合を中止、FIFAはスタジアムの安全性が保証されるまで2年間のスタジアム使用禁止を科した。事故後の分析によると、当時スタジアムの通常収容人数は37,500人、最大収容人数は47,500人であり、入場券は45,796枚発売されていたが、実際には50,000人を超える観客が入場したと考えられている。事故によるFIFAの制裁の後、2000年代にスタジアムの収容人数が30,000人にまで減らされることとなった。

## 交通アクセス
グアテマラシティの中心街にある。ラ・アウロラ国際空港からはタクシーで約5～10分。